# Dietrich Mateschitz
Dietrich Mateschitz (Sankt Marein im Mürztal, 20 de maio de 1944 — 22 de outubro de 2022) foi um empresário austríaco de origem croata.
Ao lado do tailandês Chaleo Yoovidhya, fundou a empresa Red Bull GmbH em 1984, que desde 1987 comercializa os energéticos Red Bull, tornando-se bilionário com o sucesso da empresa. A ideia do energético surgiu em uma viagem à Tailândia, quando Mateschitz era diretor de marketing de uma fábrica de creme dental.
Possuía vários negócios no ramo esportivo. Em 2004, Mateschitz comprou a equipe de Formula 1 Jaguar Racing da Ford e a renomeou para Red Bull Racing. No ano seguinte, juntamente com o ex-piloto austríaco Gerhard Berger, comprou a equipe Minardi, rebatizando-a de Scuderia Toro Rosso, equipe esta que foi renomeada para Scuderia AlphaTauri em 2020, e em 2024 devido a acordos de marketing a equipe foi novamente renomeada para Visa Cash App Racing Bulls.
Ele também possuiu uma equipe na NASCAR chamada Team Red Bull, e era dono das equipes de futebol Red Bull Salzburg, da Áustria, RB Leipzig, da Alemanha, New York Red Bulls, dos Estados Unidos, e também dono do Red Bull Brasil que se fundiu com o Clube Atlético Bragantino e virou o Red Bull Bragantino.
Também era dono e proprietário do Red Bull Ring, que é a antiga pista de Zeltweg-Spielberg, na Áustria.
Em 22 de outubro de 2022, faleceu aos 78 anos, vítima de doença prolongada.